# Draconema ophicephalum
Draconema ophicephalum är en rundmaskart. Draconema ophicephalum ingår i släktet Draconema, och familjen Draconematidae. Arten är reproducerande i Sverige.